# Waimea Bay
Waimea Bay es un área no incorporada ubicada en el condado de Honolulu en el estado estadounidense de Hawái.

## Geografía
Waimea Bay se encuentra ubicado en las coordenadas 21°38′25″N 158°3′50″O / 21.64028, -158.06389.